# فظيع (فلم)
فظيع (بالإنجليزية: Freaky) هو فيلم تقطيع، خارق للطبيعة، كوميدي أمريكي صدر عام 2020 من إخراج كريستوفر لاندون وبطولة فينس فون،كاثرين نيوتن،كاتي فينيران وألان راك.